# 태양의 분노
"태양의 분노"는 한국에서 제작된 이성구 감독의 1975년 영화이다. 여수진 등이 주연으로 출연하였고 김용덕 등이 제작에 참여하였다.

## 출연

### 주연
- 여수진
- 이대엽

### 조연
- 안길원
- 나갑성
- 최성규
- 강동규
- 박동룡
- 김광일
- 양일민
- 최일
- 이일웅
- 황태수
- 이강조
- 김남일
- 이왕

## 기타
- 조명: 장기종
- 음향효과: 이문걸
- 녹음: 유창국
- 무술지도: 안일혁
- 소품: 이철호